# Павел Атанасов
Павел Атанасов е български свещеник, певец, текстописец и събирач на народни песни, артист, поет, музикант, хореограф, духовник, мемоарист и учител, един от основоположниците на добруджанското краезнание. Според писателя и поета Димитър Осинин Атанасов не само събира народни песни, но и „внася някои подобрения и свои творчески елементи, дори преработки“ в тях.

## Биография
Роден е в добруджанското село Ези бей със светското име Паскал. По бащина линия коренът му бил от Хайнето, Казанлъшко. След завършването на III прогимназиален клас и на кратък педагогически курс във Варна Павел Атанасов учителства 14 години в добруджанските села. После става свещеник в родното си село. Той служи 41 години и събира народни песни, но пише и свои. Освен че пее и рисува, се занимавал и с дърворезба. Научава и седемте си дъщери да шият и бродират. Занимава се и със земеделие и от първата окръжна селскостопанска изложба на Добричкия панаир през 1896 година се завръща с пет награди. Изпитва нови сортове земеделски култури.

## Активна дейност
В широкомащабното творческо дело на Павел Атанасов като краевед и дарител на духовни ценности има и друг значим факт – спомените му за Добруджа. В тях е записал народни обичаи, вярвания, баяния, гадания и исторически факти и събития, оставили трайна диря в съзнанието на добруджанци. Подарил и тях на Етнографския институт с музей при БАН. Впечатлява силно и друг факт от богатата му творческа биография – става член на Съюз на българските писатели и получава званието „Заслужил деятел на народното изкуство“, на 88 години! Водил си е бележки за историята на Добруджа и за първото „театро“ в с. Сливенци, Добричко, през 1899 година, когато за „сцена“ използвали черната дъска и чиновете, а за „завеса“ шарени домашни черги. Бележките му били изписани ситно и красиво на малко тефтерче, което той запазил до края на дните си. Освен артист, поет, музикант, хореограф, духовник, мемоарист и учител той е пишел и текстове на народни песни.
Павел Атанасов бил свидетел на две робства в Добруджа на турското и румънското и на нейното освобождение от тях. Описва ги с таланта не само на голям краевед, но и на ерудиран историк и даровит писател. Павел Атанасов описва освобождението на града на 27 януари 1878 година в спомените си. Безценна е кореспонденцията на Павел Атанасов с Константин Викентиевич Хруцки от Новоросийск от септември 1955 г. Тогава му гостувал стогодишният руски ветеран от Шипченската епопея. От първата им среща по повод 77-годишнината от освобождението ни от османско владичество Павел Атанасов му поднесъл песента си „Орел литна над Балкана“, написана специално за него. Тя се пази в новоросийския музей. Само смъртта попречила на двамата беловласи приятели да не се срещнат на наша земя на 100-годишнината от Освобождението ни от османско владичество.
Павел Атанасов бил енциклопедична личност. Разхубавил стотици народни песни с нови текстове, изиграл на стари години десетки добруджански хора, за да бъдат те хореографирани и запазени за поколенията. Още се помнят песните му „Момкова жалба“ за младите политически емигранти, които тъгували за поробена Добруджа, „На Игликина поляна“, посветена на писателя Йордан Йовков, „Проклятие на войната“ против подпалвачите на нови войни, „Текнали са девет чешми“ за обновлението на Добруджанската равнина и споменатата вече „Орел литна над Балкана“ за гостуването на Константин Хруцки.
Делото му е безценно в духовната ни култура. Учителствал е в добричките села Ези бей и Мансърово /днешно Свобода/, Чарлъ гьол /днешно Сенокос/, Балчишко, и в Добрич. Още през 1891 година изпратил на Министерството на просветата събраните в началните му учителски години народни песни, за да бъдат включени в първите ни сборници за народни умотворения. След падането на Южна Добруджа под румънска окупация събрал около 400 народни песни от годежи и сватби и на срещи с именити наши изпълнители и ги предал на директора на Етнографския институт с музей при БАН Христо Вакарелски /1896 – 1979/ още през 1946 година. Някои от песните е записал от близките и земляците си, а други от бесарабски преселници. Повечето са негови, като „Корун и Милица“, „Хан Татар“, „Величко един на мама“, „Заборчлял Стоян“ и „Тодорчо баш болярина“.
Трудът му „Добрудкански спомени“ е ценен за историята на Добруджа. В него той разказва за бита, обичаите, празниците, народното лечителство, занаятите и земеделието, за културното развитие на този красив край. В сборника му „Текнали са девет чешми“ е подбрано най-стойностното от песенния му репертоар. Бил 90-годишен, когато през септември 1957 година съчинил песента „Изгряла ясна звезда“ за изкуствения спътник на Земята.
Енорийският свещеник Павел Атанасов е бил защитник на всички онеправдани и преследвани българи, независимо християни или мюсюлмани, евреи, германци и други тъй като в това отношение не е правил разлика, щом са били български поданици.
Освен със словото от амвона на храма, свещеник Павел Атанасов си е служел с добруджанската народна песен, която събирал и пеел като едно от най-ценните достояния на българския творчески дух през вековете.

## Признание
- През 1955 година издателство „Български писател“ издало в тираж 4000 бройки единствената му книга „Текнали са девет чешми“ с 52 добруджански народни песни. С тази книга Павел Атанасов става първият български певец-фолклорист, който достойно извоювал присъденото му от Президиума на Народното събрание званието „Заслужил деятел на народното изкуство“.

- През 1956 година Павел Атанасов е предал в Института по фолклор при БАН 2210 български и 1500 пословици и поговорки, а на Института по музика към академията – 666 народни песни. 540 от тях той изпълнил сам, без да са нотирани.

- През 1956 година Павел Атанасов става член на Съюз на българските писатели и получава званието „Заслужил деятел на народното изкуство“.

- През 2007 година втората му книга „Народностни материали за Добруджа“ е издадена посмъртно.

- През 2008 година на 28 март Дружеството на краеведите в град Добрич носи името на големия фолклорист Павел Атанасов.